# Delaware County, Ohio
Delaware County är ett administrativt område i delstaten Ohio, USA, med 174 214 invånare. Den administrativa huvudorten (county seat) är Delaware. 

## Geografi
Enligt United States Census Bureau så har countyt en total area på 1 181 km². 1 146 km² av den arean är land och 35 km² är vatten.    

### Angränsande countyn
- Morrow County - nord
- Knox County - nordost
- Licking County - öst
- Franklin County - syd
- Union County - väst
- Marion County - nordväst